# Baja-California-Wüste

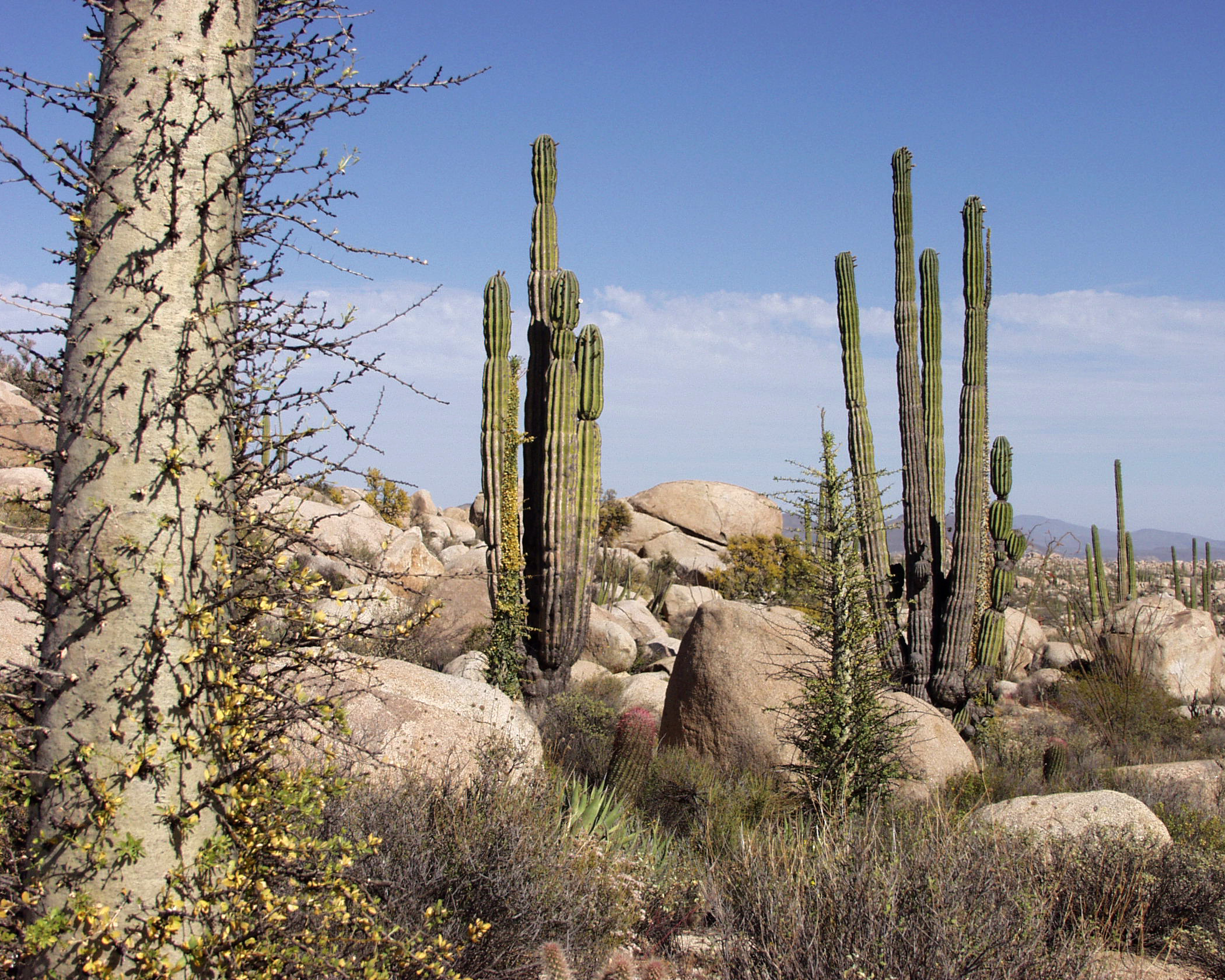
Baja-California-Wüste, im Vordergrund der Stamm eines Cirios (Fouquieria columnaris), dahinter mehrere Saguaro-Kakteen

Die Baja-California-Wüste ist eine Wüstenregion auf der mexikanischen Halbinsel Niederkalifornien. Sie bildet eine Teilregion der Sonora-Wüste, die sich über den Nordwesten Mexikos sowie Teile der US-Bundesstaaten Kalifornien und Arizona erstreckt.
Die Wüste hat eine Fläche von ca. 30.000 km². Das Klima der Wüste ist trocken und subtropisch. Sie wird im Westen vom Pazifischen Ozean und im Osten von der Peninsular Ranges begrenzt, einer Bergkette, die sich über die volle Länge der Halbinsel Niederkalifornien erstreckt und noch gut 100 km über die Grenze der Vereinigten Staaten reicht. Ihre Fauna umfasst mehr als 500 seltene Tierarten, von denen einige endemisch sind. Ebenso gibt es mehr als 500 Pflanzenarten, von welchen zum Beispiel der Kaktus Stenocereus eruca endemisch ist.